# Maurice Laban
Pour les articles homonymes, voir Laban.
Maurice Laban (en arabe : موريس لابان), né le 30 octobre 1914  à Biskra en Algérie et mort le 5 juin 1956 non loin du village de Lamartine près d'Orléansville (Chleff), est un Français d'Algérie, membre du Parti communiste algérien, ancien combattant dans les Brigades internationales pendant la Guerre civile espagnole et ancien résistant qui milita pour l'indépendance de l'Algérie.

## Biographie
Il est tué par l'armée française alors qu'il avait pris le maquis dans l'Ouarsenis (et non dans les Aurès ) aux côtés de l'aspirant Maillot : le 5 juin 1956, le groupe de huit maquisards du « maquis rouge » que commande Henri Maillot est surpris par les troupes françaises près de Lamartine dans la région d'Orléansville. Trois membres du groupe sont tués au combat : Belkacem, Hammi et Maurice Laban. Henri Maillot, quant à lui, est pris vivant puis confié aux gendarmes mobiles. Après deux heures de tortures on lui dit de filer. Il part à reculons en criant « Vive le Parti communiste algérien ! » et s'écroule sous une rafale.
Aujourd'hui, une rue porte le nom de Maurice Laban non loin du quartier de la gare à Biskra, ville d'Algérie où il est né et a vécu une grande partie de sa vie. Cette rue a été inaugurée au début des années 2000, en présence de sa femme, invitée par la willaya de Biskra.
Après des dizaines d'années de silence, l'État algérien, reconnaît enfin ces Algériens d'origine européenne, qui ont pris une part active dans le combat pour l'indépendance ; l'État algérien a inauguré à Alger en 2002 une stèle à la mémoire des Français qui avaient soutenu le combat du peuple algérien pour sa libération.